# Змајево срце: Нови почетак
Змајево срце: Нови почетак (енгл. Dragonheart: A new begining) је наставак филма Змајево срце. Режисер овог авантуристичког филма је Даг Лефлер, а главни глумци су Кристофер Мастерсон, Хари Ван Горкум, а глас је позајмио Роби Бенсон.

## Радња
Прича почиње годину дана након смрти витеза Бовена. У последњој години свог живота посетио је кавез свог мртвог пријатеља, Дрејка. Тамо је пронашао јаје, у ком је био Дрејков син, Дрек. Сељаци су покушавали да сакрију змаја од других људи пошто је било пророчанство које је тврдило да ће змајево срце уништити човечанство. Дрек је дуго времена био скриван док га једном није открио пастир Геоф који тајну шта заправо лежи у срцу змаја.